# Tunnelfabrikken
Tunnelfabrikken, tidligere ØTC-Hallen, er en tidligere fabrik i Nordhavnen i København, der blev opført i 1990'erne for at støbe 20 tunnelelementer, som skulle bruges til Øresundsforbindelsen, mellem 1996 og 1998. Efter at have udtjent sit formål blev hallen solgt af dens tidligere ejer, Øresund Tunnel Contractors, til Københavns Havn og er blevet brugt blandt andet som et lager og til konstruktion af store facader. Den har en højde, længde og maksimal bredde på henholdsvis 24, 261 og 125 meter, samt et areal på mere end 18.000 kvadratmeter.
Hallens nuværende ejer, By & Havn, som Københavns Havn overgik til i 2007, har pr.  2022 planer om i samarbejde med ejendomsudviklerne NREP og Unionkul at gøre hallen og et omkringliggende areal til et bolig-, erhvervs- og kulturkvarter, som forventes at være klar til brug i 2025.

## Historie
Tunnelfabrikken blev opført i midten af 1990'erne med det formål at støbe 20 tunnelelementer, der skulle bruges til Øresundsforbindelsen. Ejeren af fabrikken var Øresund Tunnel Contractors. I alt blev 650.000 kubikmeter beton støbt i fabrikken mellem december 1996 og december 1998, og da støbningen var færdig, købte Københavns Havn hallen for 20 millioner kroner, som de var forpligtede til ifølge den politiske aftale om Øresundsbroen; de overtog den formelt den 1. maj 1999. Efterfølgende blev den blandt andet brugt til opbevaring af teaterkulisser, både, byinventaret til Århusgadekvarteret, Tømrerforbundets årlige udstilling af svendestykker, konstruktion af 1:1-modeller af Operahusets facade og konstruktion af The Silos facadeelementer. Københavns Havn overgik i 2007 til By & Havn.

## Fremtidige planer
By & Havn har planer om sammen med ejendomsudviklerne NREP og Unionkul at gøre hallen og et omkringliggende område til et bolig-, erhvervs- og kulturkvarter. I 2022 blev en lokalplan om at bygge kvarteret vedtaget og godkendt af Københavns Kommune. Ifølge planen skal der være "almene boliger, atelier, kontorer, caféer, værksteder plus et større koncertsted" og et kollegium med 450 studieboliger. Det forventes, at kvarteret er klart i 2025, og at 5.000 mennesker vil bo i, arbejde i og besøge det dagligt.